# 善普連嶺
善普連嶺（英語：Champlain Heights）是加拿大卑詩省溫哥華東部的一個社區。
該社區適宜家庭居住，擁有多種房屋類別（市場型、合作型及社會型），圍繞綠地及步行徑而建，其中包括溫哥華第五大的高維利公園。
社區內設有善普連嶺社區學校，提供幼稚園至七年級教育。

## 參見

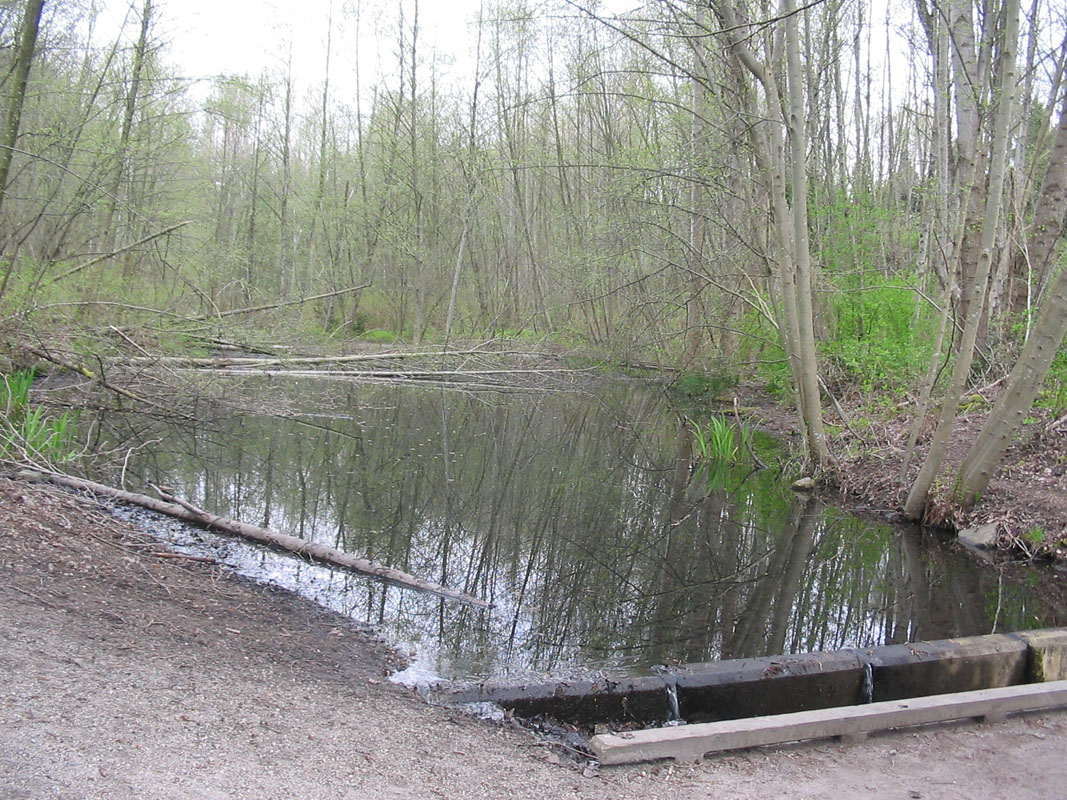
高維利公園一景